# 下施奈德海姆
下施奈德海姆是德国巴登-符腾堡州的一个市镇。总面积68.07平方公里，总人口4579人，其中男性2362人，女性2217人（2011年12月31日），人口密度67人/平方公里。

## 友好城市
- 法國 沃尔维克